# Josep Borrell
Josep Borrell Fontelles (* 24. dubna 1947 La Pobla de Segur, provincie Lleida) je španělský socialistický politik. V letech 2004–2007 byl předsedou Evropského parlamentu. Mezi roky 2019–2024 působil jako vysoký představitel Unie pro zahraniční věci a bezpečnostní politiku a místopředseda první komise von der Leyenové. V rámci španělské politiky zastával  ministerské úřady ve vládách Felipa Gonzáleze a Pedra Sáncheze.

## Život a politická kariéra
Narodil se v katalánské vesnici La Pobla de Segur. V roce 1969 promoval na technické univerzitě v Madridu, v té době také začal studovat ekonomii. V roce 1975 se stal členem PSOE, od roku 1982 byl ministrem španělské vlády. Mezi roky 1991–1996 zastával úřad španělského ministra veřejných komunikací a životního prostředí v Gonzálezově kabinetu.
Ve volbách roku 2004 vedl kandidátku španělských socialistů do EP. V letech 2004 až 2007 byl předsedou Evropského parlamentu, od ledna 2007 pak předsedou výboru EP pro rozvoj. Do čela europarlamentu byl zvolen na základě dohody dvou nejsilnějších politických skupin – EPP-ED a PES. V období 2018–2019 působil jako ministr zahraničí ve vládě Pedra Sáncheze. Od prosince 2019 zastával v první komisi von der Leyenové pozice místopředsedy a vysokého představitele Unie pro zahraniční věci a bezpečnostní politiku, než jej v prosinci 2024 vystřídala bývalá  estonská premiérka Kaja Kallasová v rámci druhé komise von der Leyenové.
Jako šéf unijní diplomacie se zastal Kypru, členského státu EU, v jeho sporu s Tureckem, které od 70. let 20. století okupuje severní část Kypru.

## Kontroverze
V roce 2006 vzbudil vlnu kritiky, když jako předseda EP prohlásil, že severní členové Evropské unie nemají válečnou zkušenost (přitom Finsko bylo za druhé světové války v zimní válce napadeno Sovětským svazem a poté se zúčastnilo německého útoku na Sovětský svaz, zatímco Dánsko bylo okupováno Německem). Později upřesnil, že svým výrokem myslel pouze Švédsko.